# (6251) Setsuko
(6251) Setsuko est un astéroïde de la ceinture principale.

## Description
(6251) Setsuko est un astéroïde de la ceinture principale. Il fut découvert le 25 février 1992 à Susono par Makio Akiyama et Toshimasa Furuta. Il présente une orbite caractérisée par un demi-grand axe de 2,30 UA, une excentricité de 0,08 et une inclinaison de 4,3° par rapport à l'écliptique.

## Compléments